# José Pereyra (fotógrafo)
José "Yuyo" Pereyra (Salta, 11 de febrero de 1942 - La Plata, 18 de agosto de 2024) fue un fotógrafo argentino cuyo logro ha sido enseñar la técnica de fotografía estenopeica.

## Biografía
José "Yuyo" Pereyra nació el 11 de febrero de 1942 en Salta y vivió en La Plata. Más allá de ser salteño, "Yuyo" acepta tener una conexión especial con Chaco a la que considera su "provincia adoptiva".
Pereyra realizó en 1967 diversos cursos de fotografía y perfeccionamiento, aprobados por la Universidad Nacional del Nordeste. Llevó adelante clases teóricas y prácticas de laboratorio, habiendo aprobado de forma total la tesis.
Estudió Licenciatura en Cinematografía en la Universidad Nacional de La Plata, la cual no pudo terminar por el cierre de la carrera por la intervención militar de la Universidad.
En 1986 realizó el Seminario sobre Política Cultural (organizado por la Secretaría de Cultura de la Nación).
En 1990 participó del Seminario de "Metodología de Uso del Video en la animación Socio-Cultural" (Instituto Nacional de la Administración Pública). También en el 90 participó del Encuentro Regional "El Niño, el joven y la fotografía antigua" (Subsecretaría de Cultura, obteniendo diploma)
En 1991 realizó el Curso de Políticas, Planificación y Administración Cultural (Sinapa; obtuvo diploma).
En 1996 participó de las Jornadas Argentinas de Fotografía (organizada por el Foto Club Buenos Aires; tuvo diploma de honor).
Fue postulado en 1999 por la Federación Argentina de Fotografía para integrar la terna a los Premios Pirámide de Plata y Pirámide de Oro. Obtuvo su diploma de honor.
"Yuyo" Pereyra fue profesor de la escuela de fotografía que lleva su nombre en la ciudad de La Plata y reconocido por ser el pionero en Argentina en traer la fotografía estenopeica. La Escuela de Fotografía "Yuyo" Pereyra fue fundada en 1998 por la que pasaron miles de estudiantes. Fue una de las más reconocidas en la tradición fotográfica de La Plata y una verdadera usina creativa en la región. Esta escuela duró hasta 2015.
En marzo de 2019 participó de un taller de fotografía en la Universidad Nacional del Litoral en el marco del Día Nacional de la Memoria por la Verdad y la Justicia.